# Свети Антон (Банска Штјавњица)
Свети Антон (слч. Svätý Anton) насељено је мјесто са административним статусом сеоске општине (слч. obec) у округу Банска Штјавњица, у Банскобистричком крају, Словачка Република.

## Становништво
| Година:    | 1994. | 2004.   | 2014.   | 2024.   |
| ---------- | ----- | ------- | ------- | ------- |
| Број људи: | 1126  | 1187    | 1218    | 1284    |
| Разлика:   |       | +5,41 % | +2,61 % | +5,41 % |

| Година:    | 2023. | 2024. |
| ---------- | ----- | ----- |
| Број људи: | 1284  | 1284  |
| Разлика:   |       | +0 %  |

Према подацима о броју становника из 2011. године насеље је имало 1.231 становника.